# Трикутний будинок у Раштоні
52°26′21″ пн. ш. 0°46′48″ зх. д. / 52.4393° пн. ш. 0.7799° зх. д.
Трикутний будинок у Раштоні (англ. Rushton Triangular Lodge) — примітна будівля поблизу Раштона, побудована сером Томасом Трешемом (помер у 1605 році) між 1593 і 1597 роками. В даний час охороняється як англійська спадщина. Відмінною особливістю будинку є його насиченість символами, пов'язаними з числом 3, Трійцею і Біблією.

## Історія
Томас Трешем, який походив з католицької сім'ї, в юності не приділяв достатньої уваги питанням релігії, але у 1580 році, після прибуття в Англію католицьких місіонерів, став завзятим католиком. Незабаром після звернення Трешем, разом з лордом Во, сером Вільямом Кейтсбі та іншими постав перед Зоряною палатою за звинуваченням у наданні притулку єзуїту Едмунду Кемпіону. 15 листопада 1581 року відбувся суд, якого він чекав у Флітській в'язниці, яку він залишив тільки в 1593 році. Точна хронологія його тюремних ув'язнень не відома. Можливо, він був у в'язниці також в 1599 році. Ймовірно, в цьому проміжку будинок був побудований.
Трикутні будови досить рідкісні на Британських островах. З тих, які могли стати джерелом натхнення для Трешема, дослідники відзначають Хрест Елеонори в Геддінгтоні, церкву в Молдоні, що має трикутну основу і побудований Джоном Торпом Лонгфордський замок.
Зберігся недатований лист Трешема, котрий дозволяє зробити висновок, що ідея будинку, наповненого біблійним символізмом, прийшла до нього під час одного з тюремних ув'язнень. Необхідно відзначити, що в XVI столітті прізвище Tresham вимовлялася як Traysam, походячи від старофранцузької trei, 'три'.
Перша згадка про побудований Трешемом трикутний будинок міститься в записах Річарда Сімондса, який відвідав околиці будинку незадовго до битви при Несбі (14 липня 1645 року).
У другій половині XIX століття власниця Раштон-холу місіс Кларк Торнхілл в безуспішних пошуках таємного проходу між особняком і трикутним будинком розпорядилася очистити основу будинку.

## Опис

### Розміри і зовнішній вигляд
Триповерховий будинок розташований на північному сході від Раштон-холла, сімейної резиденції Трешемів до початку XVII століття. В основі його лежить рівносторонній трикутник зі стороною 33 фути на верхньому поверсі і 33 ⅓ фути біля основи. Його сторони спрямовані приблизно на південний схід, північ і південний захід.
Кожна сторона цокольного поверху висвітлюється трьома невеличкими вікнами у формі трилисника з трикутними отворами в центрі.
Другий поверх має вікна більшого розміру, також по три на кожну сторону, вправлені в квадратні кам'яні плити, в кожному кутку яких розміщено декоративний щит. Світлові отвори у формі тонкого хреста з 12 круглими отворами розташовані в центрі. Вище їх розташований карниз, що позначає рівень наступного поверху. По кутах карниза поміщені щити з літерами T.
Над верхнім поверхом розташовується антаблемент, архітрав якого рівномірно поділений дев'ятьма гаргульями з трубками для стоку води.
Вхідні двері мають 6 футів заввишки і 2 футів 3 дюйми (27 = 33 дюйма) завширшки. Над ними поміщений гербовий щит Трешемів.
Головна кімната на кожному поверсі має шестикутну форму, решта три, відповідно, рівносторонніх трикутників. В одній з кімнат є ґвинтові сходи.

### Написи і зображення

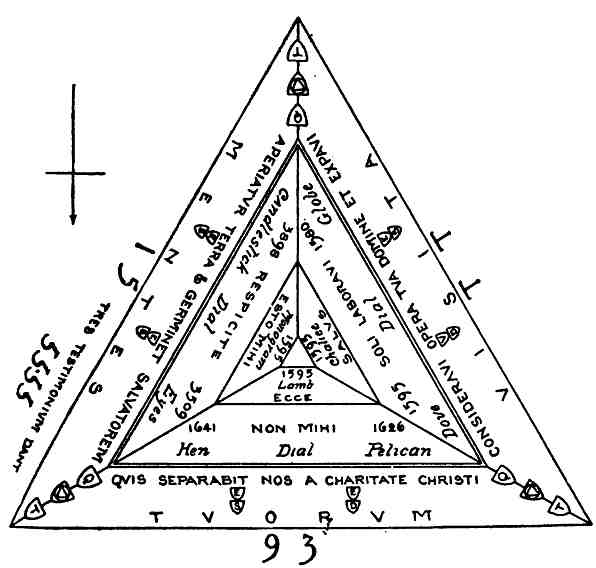
Схема розташування малюнків і написів на Трикутному будинку

Над карнизом, по 2 з кожної сторони, розташовані цифри і букви трифутової висоти, утворюють напис 15 93 TT — дату початку будівництва та ініціали власника. Верхній поверх, так само як і цокольний, має вікна у формі трилисника, але вони поміщені в квадратні рами і мають різні орнаменти.
Всередині розташованого над входом фронтону поміщені латинські слова TRES TESTIMONIVM DANT з 1-го послання Іоанна, відсилають до Трійці. Також над входом розташовані цифри 5555, які виходять додаванням до 1593 (рік початку будівництва) числа 3962 (року до н. е., в якому, згідно з підрахунками Беди Преподобного, стався Всесвітній потоп).
Над кожним з вікон верхнього поверху розташоване по дві літери, що дають у підсумку фразу  MENTES TVORVM VISITA з латинського гімну.
Кожна розташована на архітраві гаргулья має на грудях щиток, усередині якого розташовується або трикутник в колі (для кутових гаргулій), або літера. Також літери є на балках, на яких сидять гаргульї. Вважається, що ці літери утворюють латинську фразу з Одкровення Іоанна Богослова.
Фриз антаблемента зайнятий написами, по одній на кожній стороні, кожна з 33 літер.
Центральний щипець з кожної сторони несе зображення сонячного годинника, і нижче, в поглибленні, слово. Зовнішні щипці несуть зображення різних символів: семисвічник, пелікан, курка з курчатами, голуб і змія, сім очей Господа і рука Господа на глобусі.

## У культурі
Трикутний будинок фігурує в одній з глав роману Алана Мура Voice of the Fire, присвяченій Френсісові Трешему, синові Томаса і учаснику Порохової змови.
Сер Ніколаус Певзнер виніс зображення цього будинку на обкладинку своїх Pevsner Architectural Guides, присвяченого Нортгемптонширу.